# Midibus

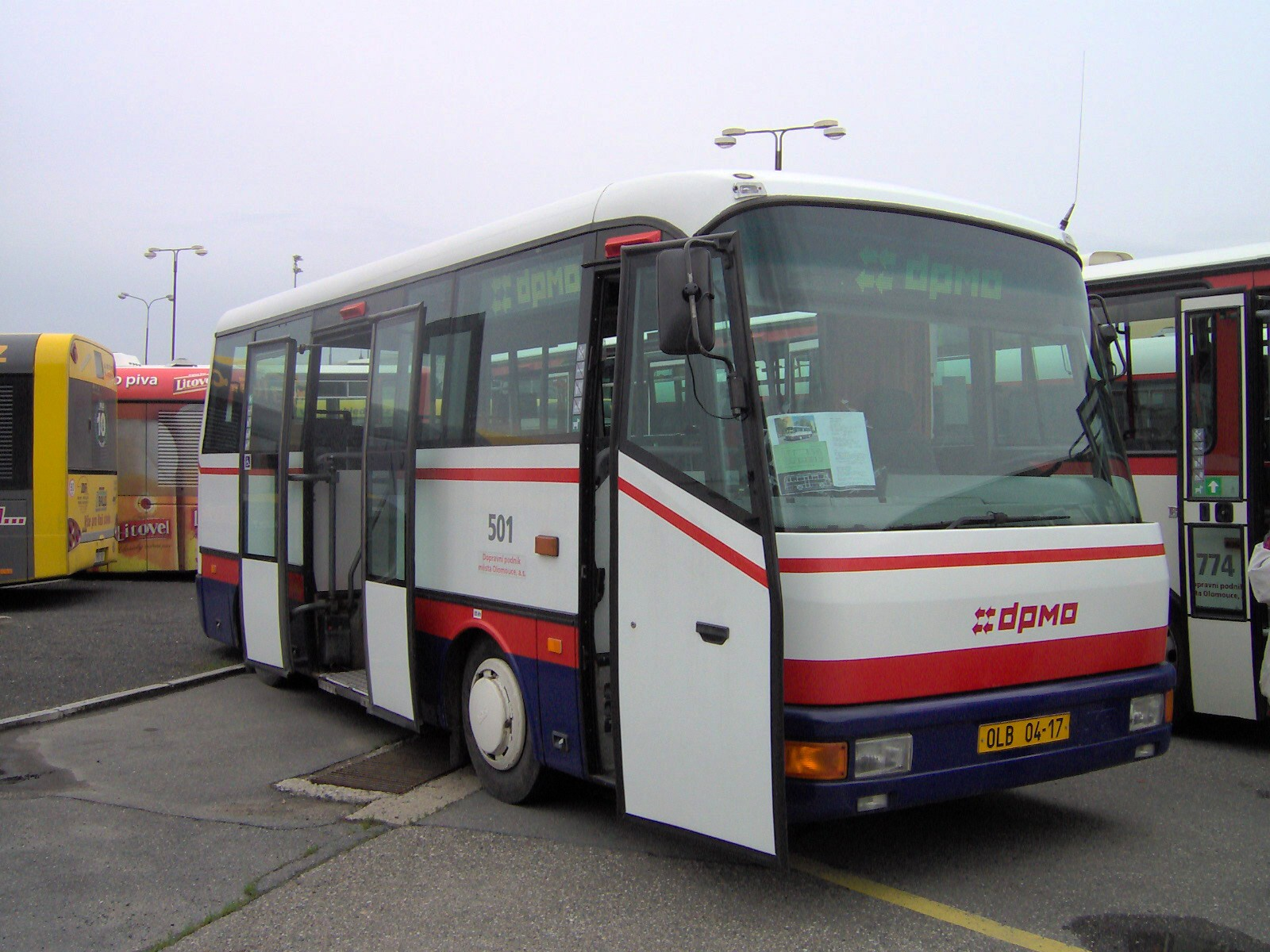
SOR B 7,5 v Olomouci

Midibus je neoficiální, avšak v Evropě často užívaný termín pro menší autobusy. Přesné vymezení tohoto termínu není oficiálně stanovené ani zcela ustálené, proto se v některých pojetích pojem midibus prolíná s pojmem minibus nebo do něj spadá, zatímco jindy jsou za minibusy považována jen vozidla menší než midibus. V USA jednotný název pro autobusy podobné kategorie neexistuje, někdy se v tomto významu používají například výrazy shuttle bus, baby coach, mid-sized coach atd. V němčině se výraz Midibus používá jen pro linkové provedení, zatímco pro zájezdové autobusy této velikosti se používá výraz Clubbus.

## Definice
V Evropě bývají za midibusy obecně považovány autobusy délky přibližně 7 až 10 metrů, případně až 11 metrů. Někteří autoři považují za midibusy autobusy s délkou do 9 metrů.
Autoři Kleprlík, Kyncl, Soušek midibusy definují jako automobily s ucelenou jednopodlažní karoserií, určené pro přepravu osob a jejich zavazadel, které mají 17 až 22 míst pro cestující.
BUSportál.cz v listopadu 2009 napsal, že neví o žádné exaktní definici midibusu ani o hranicích mezi minibusem, midibusem a autobusem. BUSportál se pokusil dolní hranici pro zařazení mezi midibusy stanovit na obsaditelnost 22 osob (autobusy do této obsaditelnosti jsou podle směrnice 70/156 EHS řazeny do tříd A a B, autobusy nad tuto obsaditelnost do tříd I, II a III). Mezi minibusy by BUSportál.cz řadil vozidla v kategorii M2 podle směrnice 70/156 EHS (tj. autobusy do hmotnosti 5000 kg), mezi midibusy vozidla v kategorii M3 kratší než 10 metrů.
V systému Pražské integrované dopravy (PID) je midibus definován jako vozidlo o délce 8,01 až 10 metrů. Vozidla o délce 10,01 až 11 metrů jsou označována jako midibus+.

## Použití a postavení na trhu

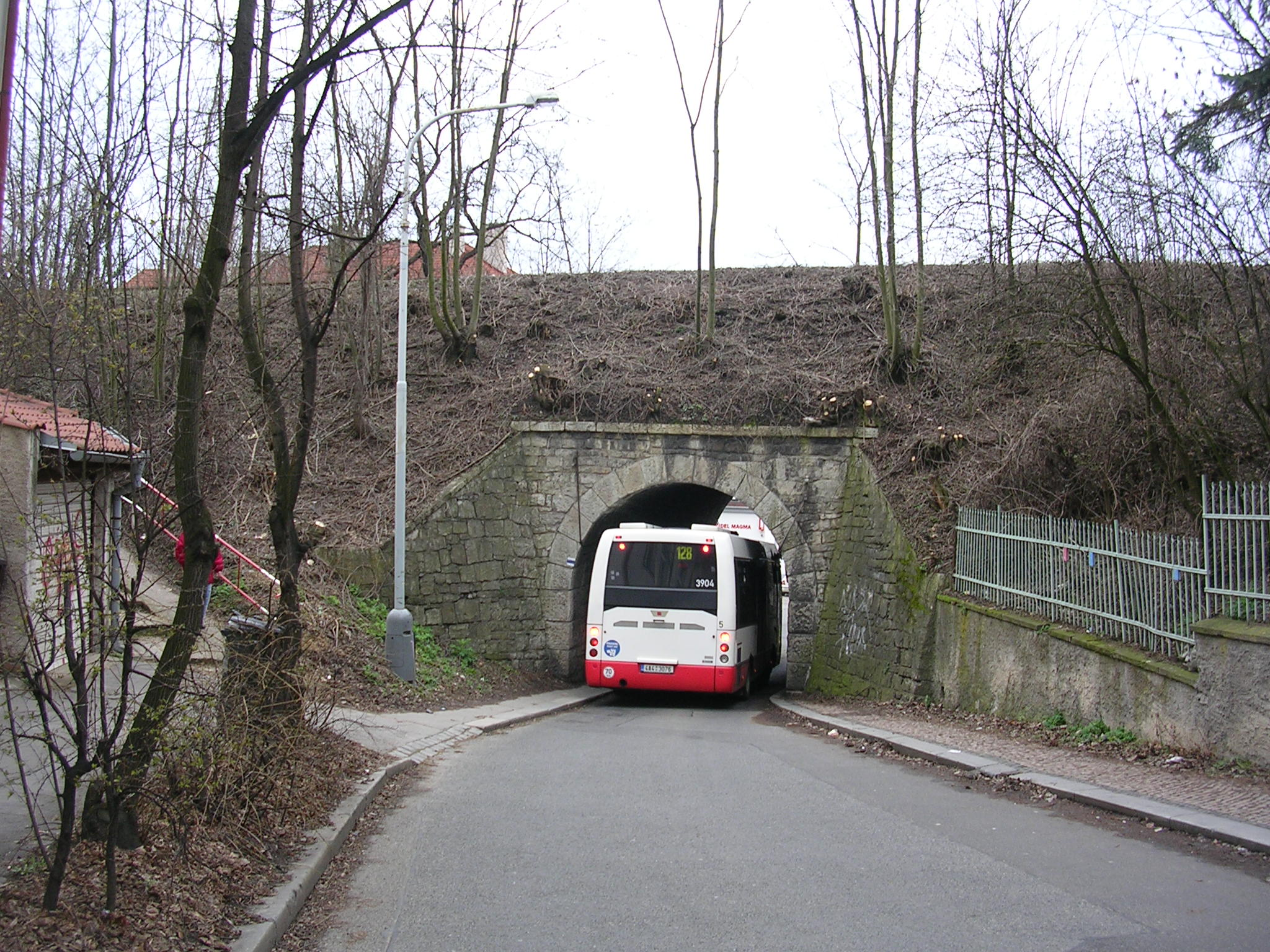
V Praze vedly k nasazení midibusů (zde Ikarus E91 v Hlubočepích) spíše prostorové podmínky na komunikacích než investiční a provozní náklady

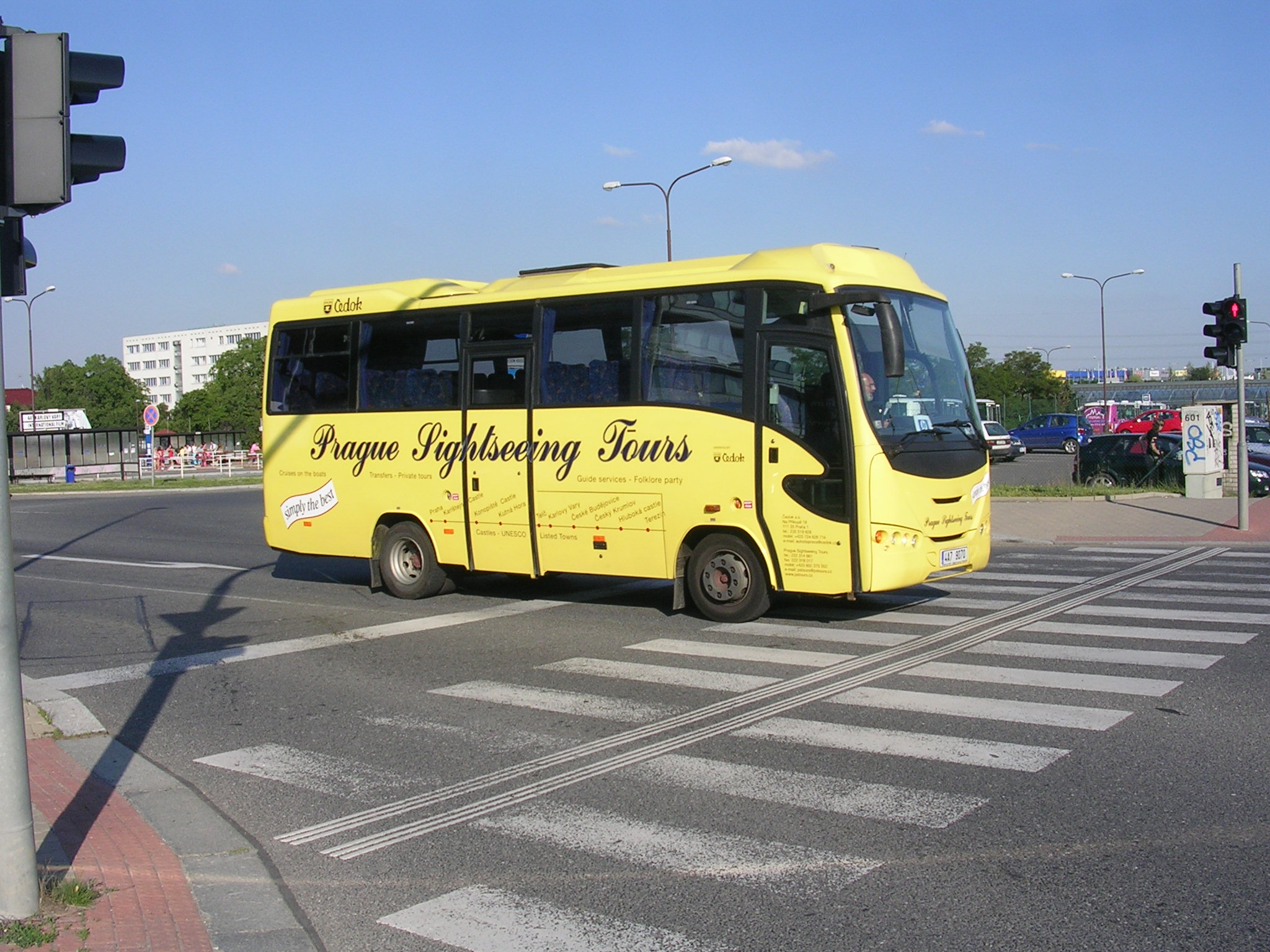
Výletní autobus Irisbus Proxys v Praze na Zličíně

V linkové dopravě se používají na těch trasách, kde by standardní autobusy nebyly dostatečně obsazené a malé autobusy jsou tak z hlediska investičních a provozních nákladů a přepravní poptávky výhodnější, nebo na trasách se stísněnými prostory, kde by byl průjezd standardních autobusů složitý nebo přímo nemožný.
V České republice byl nástup midibusů opožděn tím, že v době socialismu byla v Československu výroba této kategorie zcela opomenuta. Ojedinělá poptávka byla pokryta dovozem vozidel značek Ikarus a Čavdar na podvozcích nákladních automobilů Avia. Výjimkou byl pouze midibus Karosa A 30, vyrobený v počtu 13 kusů mezi lety 1968 a 1972, z čehož 11 vozidel bylo v provedení rozhlasového přenosového vozu (tedy nikoliv pro běžnou osobní dopravu). V roce 1993 byl dovážen slovinský midibus TAM (Tovarna avtomobilov Maribor), již s motorem umístěným vzadu. První české typy midibusů, OASA 902 na podvozku VW LT a Zliner, nebyly příliš úspěšné a jejich výrobci nezaujali na trhu výraznější pozici. Výrazněji se na trhu prosadila až firma SOR Libchavy, která nepokračovala ve využívání podvozků nákladních automobilů, ale začala v letech 1996–1997 vyrábět midibusy vlastní konstrukce: SOR B 7,5, SOR C 7,5 a SOR LC 7,5, avšak kvůli malé poptávce i ona výrobu této kategorie autobusů brzy ukončila (B 7,5 v roce 1997, C 7,5 v roce 2001) a na trhu se pak více prosadily řady SOR 9,5 a SOR 10,5, řazené však již mezi standardní autobusy. Výrazněji se pak na českém trhu prosadily zejména minibusy na bázi vozu Iveco Daily a minibusy Mercedes-Benz MB 814 Vario a MB 616 CDI Sprinter.
Po pádu socialismu po nějakou dobu nebyly nové midibusy výrazně levnější než ojeté autobusy standardní velikosti, kterých byl na trhu dostatek, a proto byl jejich nástup velmi pozvolný a nepřinášel dopravcům a objednatelům výraznou finanční úsporu. V Praze byly první midibusy Ikarus E91 použity v trasách, kde provoz standardního autobusu byl znemožněn prostorovými podmínkami (úzké uličky, úzký a nízký podjezd atd.). tj. na lince 291 (dnes linka 148) v oblasti Karlova (Karlovo náměstí, I. P. Pavlova, Apolinářská) od 18. dubna 2003, na lince 128 na Žvahov od 1. září 2005 a na lince 236 do pobřežních osad Bohnic a Troji od 1. dubna 2009. Minibusy používají v linkové dopravě mnozí čeští dopravci, například ČSAD Jablonec nad Nisou na některých linkách MHD do odlehlých částí, ČSAD POLKOST v okolí Kostelce nad Černými lesy, CEDAZ na lince k pražskému letišti, AUDIS BUS v kombinaci se službou radiobus na městských linkách v Rychnově nad Kněžnou a Týništi nad Orlicí, Quick Bus nasazuje minibusy na dálkovou linku Praha – Varnsdorf, Dopravní podnik města České Budějovice a.s. nasazuje elektromidibusy Škoda 29BB (Solaris Urbino 8,9 LE Electric) na linky 21, 22, 23 z důvodu toho, že do některých ulic se nevejdou standardní autobusy.

## Seznam midibusů a minibusů
V následující seznamu jsou uvedena vozidla s délkou maximálně 11 metrů:
- Solaris Alpino 8,6 • Solaris Alpino 8,9 LE • Solaris Urbino 8,9 LE electric • Solaris Urbino 9 LE electric • Solaris Urbino 9 • Solaris Urbino 10 • Solaris Urbino 10,5
- SOR BN 8,5 • SOR BN 9,5 • SOR BN 10,5
- SOR CN 8,5 • SOR CN 9,5 • SOR CN 10,5
- SOR EBN 8 • SOR EBN 9,5 • SOR EBN 10,5
- SOR B 7,5 • SOR B 9,5 • SOR B 10,5
- SOR C 7,5 • SOR C 9,5 • SOR C 10,5
- SOR LC 7,5 • SOR LC 9,5 • SOR LC 10,5
- SOR LH 9,5 • SOR LH 10,5
- SOR ICN 9,5 • SOR ICN 10,5
- Iveco Crossway 10,8M • Iveco Crossway LE 10,8M • Irisbus Citelis 10,5M • Iveco Urbanway 10,5M • Irisbus Midway
- Mercedes-Benz Cito • Mercedes-Benz Citaro K
- Ikarus 553 • Ikarus 543 • Ikarus 30 • Ikarus 405 • Ikarus E91 • Ikarus 80e
- MAN Lion's City 10 E
- Isuzu Turquoise
- Otokar
- Beulas Stela
- ALMA II
- Beulas Gianino
- Isuzu NovoCiti
- BMC NeoCity
- Avia-TAZ Neretva
- Autosan H9
- Iveco E-way 9,5M
- BYD 8,7m Midibus
- SKD Stratos • Dekstra • Rošero First